# Cláudio Santoro
Cláudio Franco de Sá Santoro (Manaos, Amazonas, 23 de noviembre de 1919 – Brasília, 27 de marzo de 1989) fue un compositor y violinista brasileño de música académica contemporánea. 
Santoro estudió piano y violín, su empeño le sirvió para que el Gobierno de Amazonas le mandase a estudiar en Río de Janeiro. A los 18 años, ya era profesor adjunto de la cátedra de violín del Conservatorio de Música de Río de Janeiro. Estudió composición musical con Hans-Joachim Koellreutter, compositor de la escuela vanguardista (dodecafonismo) que influenció mucho el estilo de Santoro. Ya bastante conocido, recibió un premio de la Fundación Lili Boulanger, en Boston. Entre sus avaladores estaban los compositores Ígor Stravinski y Aaron Copland. Perfeccionó su formación en París con Nadia Boulanger. Participó en la fundación y tocó como intérprete en la Orquesta Sinfónica de Brasil. 
Claudio Santoro fue profesor fundador del Departamento de Música de la Universidad de Brasilia. Falleció en 1989, época en que ejercía el puesto de Regente Titular de la «Orquestra do Teatro Nacional» de Brasília, actualmente «Orquestra Sinfônica do Teatro Nacional Claudio Santoro».
Su obra prolífica fue sobre todo instrumental e incluye nueve sinfonías, tres conciertos de piano y siete cuartetos de cuerda.